# Arctiíneos
Arctiíneos (Arctiinae) é uma subfamília de mariposas, pertencente à família Erebidae.

## Taxonomia
Esta subfamília foi anteriormente classificada como família Arctiidae dentro da superfamília Noctuoidea. A subfamília Arctiinae contém 11.155 espécies descritas, sendo cerca de 6.000 na região Neotropical . No Brasil, são registradas 1.391 espécies , com 1.060 ocorrendo na Amazônia . Arctiinae é um dos grupos de lepidópteros mais utilizados como bioindicadores devido à sua sensibilidade às mudanças ambientais .  Atualmente, a antiga família foi reclassificada como subfamília Arctiinae dentro da família Erebidae. Suas subfamílias e tribos foram rebaixadas para tribos e subtribos, respectivamente, a fim de preservar a estrutura interna do grupo. 
| Classificação taxon | Antiga classificação                               | Classificação atual                                |
| ------------------- | -------------------------------------------------- | -------------------------------------------------- |
| Superfamília        | Noctuoidea                                         | Noctuoidea                                         |
| Família             | Arctiidae                                          | Erebidae                                           |
| Subfamília          | Arctiinae, Lithosiinae, Syntominae                 | Arctiinae                                          |
| Tribo               | Arctiini, Ctenuchini, Eudesmiini, Lithosiini, etc. | Arctiini, Lithosiini, Syntomini                    |
| Subtribo            | —                                                  | Arctiina, Ctenuchina, Eudesmiina, Lithosiina, etc. |
| Gênero              | Vários gêneros                                     | Nomes e classificação não alterados                |
| Espécies            | Várias espécies                                    | Nomes e classificação não alterados                |

## Tribos (antigas subfamílias)
Muitos gêneros são classificados nas seguintes tribos:
- Arctiini
- Lithosiini
- Amerilini
- Syntomini

## Sistemática
A classificação de Arctiinae, segundo , inclui as tribos Arctiini, Lithosiini, Amerilini e Syntomini. Para o Brasil, 1.391 espécies estão registradas nas tribos Arctiini e Lithosiini, com 753 dessas na Amazônia  A diversidade de lepidópteros na Amazônia é vasta, mas muitos grupos ainda são pouco conhecidos . Estudos em vários estados brasileiros mostram comunidades ricas, mas com grande escassez de investigações .

### Arctiinaeincertae sedis
Um número considerável de géneros ainda não foi localizado de maneira incontestável em tribos. Alguns podem até nem pertencer à família Arctiidae at all. Os géneros incertae sedis são:
- Acantharctia
- Acyclania
- Afroarctia
- Agaltara
- Alpenus
- Amerila
- Amphicallia
- Amsactarctia
- Araeopteron
- Argina
- Balaca
- Baroa
- Binna
- Carcinarctia
- Caribarctia
- Caridarctia
- Caryatis
- Cheliosea
- Curoba
- Cymaroa
- Dasyarctia
- Dionychoscelis
- Diospage
- Diota
- Disparctia
- Epilacydes
- Euceriodes
- Eyralpenus
- Fodinoidea
- Galtara
- Graphelysia
- Heliozona
- Ilemodes
- Ischnarctia
- Karschiola
- Kiriakoffalia
- Leucaloa
- Leptarctia
- Leucopardus
- Mannina
- Mellona
- Melora
- Menegites
- Micralarctia
- Migoplastis
- Neoarctia
- Neuroxena
- Omochroa
- Paralpenus
- Paramaenas
- Paraplastis
- Phlyctaenogastra
- Platyprepia
- Poecilarctia
- Pseudogaltara
- Rhodogastria
- Saenura
- Satara
- Seirarctia
- Stenarctia
- Teracotona

### algunstaxanotáveis
- Eupseudosoma involuta (Sepp, 1855)
- Halysidota leda (Druce, 1880)
  - Halysidota leda leda
  - Halysidota leda enricoi Toulgoët, 1978
- Halysidota schausi Rothschild, 1909
- Hypercompe icasia (Cramer, 1777)
- Opharus bimaculata (Dewitz, 1877)
- Pachydota albiceps (Walker, 1856)
- Pseudamastus alsa (Druce, 1890)
  - Pseudamastus alsa alsa
  - Pseudamastus alsa lalannei Toulgoët, 1985
- Utetheisa ornatrix (Linnaeus, 1758)
- Utetheisa pulchella (Linnaeus, 1758)

## Diversidade e Distribuição
A subfamília Arctiinae é uma das mais diversas dentro de Lepidoptera, com um total de mais ou menos 11.155 espécies descritas globalmente. A região Neotropical concentra cerca de 6.000 dessas espécies , destacando-se como um dos principais centros de diversidade do grupo. No Brasil, foram registradas 1.391 espécies , sendo que 1.060 dessas ocorrem na Amazônia .
Estudos recentes enfatizam a importância das Arctiinae como bioindicadores ambientais, dado seu papel em ecossistemas preservados e alterados. Análises realizadas na Amazônia mostram que habitats primários possuem maior riqueza de espécies quando comparados a áreas degradadas, reforçando a relevância dessas mariposas para estudos de monitoramento ambiental .
Além disso, pesquisas sistemáticas e filogenéticas têm investigado a origem e a diversificação das Arctiinae na região Neotropical, destacando sua evolução em resposta à complexidade dos ecossistemas tropicais .